# Йон-Даль Томассон
Йон-Даль То́массон (дан. Jon Dahl Tomasson; нар., 29 серпня 1976 року, Роскілле, Данія) — колишній данський футболіст, нападник. За збірну Данії забив рекордні 52 голи на рівні з Полом Нільсеном. Двічі визнавався найкращим футболістом в Данії — 2002 та 2004 років. 7 червня 2011 року оголосив про завершення кар'єри через травму.

## Досягнення

### Командні
Гравець
- Чемпіон Нідерландів (1):

«Феєнорд»: 1998-99
- Володар Суперкубка Нідерландів (1):

«Феєнорд»: 1999
- Володар Кубка Італії (1):

«Мілан»: 2003
- Чемпіон Італії (1):

«Мілан»: 2004
- Володар Суперкубка Італії (1):

«Мілан»: 2004
- Володар Кубка УЄФА (1):

«Феєнорд»: 2002
- Переможець Ліги чемпіонів (1):

«Мілан»: 2003
Тренер
- Чемпіон Швеції (2):

«Мальме»: 2020, 2021

### Особисті
Гравець
- Найкращий молодий футболіст Данії: 1994
- Найкращий футболіст Данії: 2002 і 2004 років
- Відкриття року в Нідерландах: 1996 рік
- Входить до складу символічної збірної за підсумками чемпіонату Європи 2004 року. (За версією УЄФА).

Тренер
- Тренер року Аллсвенскан: 2020[2]